# コール・スチュワート
コール・ロバート・スチュワート（Kohl Robert Stewart, 1994年10月7日 - ）は、アメリカ合衆国テキサス州ヒューストン出身のプロ野球選手 (投手) 。右投右打。MLBのカンザスシティ・ロイヤルズ傘下所属。

## 経歴

### プロ入り前
高校時代は野球と並行してアメリカンフットボールを行っており、フットボール選手としてテキサスA&M大学に進学する予定であった。

### プロ入りとツインズ時代
2013年のMLBドラフト1巡目 (全体4位) でミネソタ・ツインズから指名され、予定していた大学進学を取り止め契約金454万4400ドルで契約しプロ入り。傘下のルーキー級ガルフ・コーストリーグ・ツインズでプロデビューし、その後ルーキー級エリザベストン・ツインズでプレーした。この年は2チーム合計で7試合 (先発4試合) に登板して0勝0敗、防御率1.35、24奪三振の成績を記録した。
2014年はA級シーダーラピッズ・カーネルズで19試合に先発登板して3勝5敗、防御率2.59、62奪三振の成績を記録した。
2015年はA+級フォートマイヤーズ・ミラクルで22試合に先発登板して7勝8敗、防御率3.20、71奪三振の成績を記録した。
2016年はA+級フォートマイヤーズで開幕を迎え、シーズン途中にAA級チャタヌーガ・ルックアウツに昇格。2チーム合計で25試合に先発登板して12勝8敗、防御率2.88、91奪三振の成績を記録した。
2017年はAA級チャタヌーガで開幕を迎え、シーズン途中にAAA級ロチェスター・レッドウイングスに昇格。2チーム合計で6試合に17試合に登板して6勝6敗、防御率4.28、57奪三振の成績を記録した。
2018年8月12日にメジャーに昇格し、同日のデトロイト・タイガース戦でメジャーデビューを果たした。この年はメジャーで8試合 (先発4試合) に登板して2勝1敗、防御率3.68、24奪三振の成績を記録した。
2019年はメジャーで9試合 (先発2試合) に登板して2勝2敗、防御率6.39、10奪三振の成績を記録した。オフの11月4日にマイナー契約となり、同日に自由契約となった。

### オリオールズ傘下時代
2019年12月29日にボルチモア・オリオールズと単年契約を結んだ。
2020年は新型コロナウイルスの影響によりシーズン開幕が遅れ、1型糖尿病を患っているスチュワートは症状の悪化を懸念し、7月31日にシーズン不参加の意思を表明した。オフの10月29日にFAとなった。

### カブス時代
2021年1月28日にシカゴ・カブスと70万ドルの単年契約を結んだ。5月31日に2シーズンぶりにメジャーで登板し、先発して5回を1失点に抑えて勝ち投手となった。7月6日に右肘の炎症のため10日間の負傷者リストに入り、7月29日に60日間のリストに移された。オフの11月7日にFAとなった。
2022年はいずれの球団にも所属せず、怪我の治療に専念した。

### ロイヤルズ傘下時代
2023年1月9日にカンザスシティ・ロイヤルズとマイナー契約を結んだ。

## 詳細情報

### 年度別投手成績
| 年 度    | 球 団    | 登 板 | 先 発 | 完 投 | 完 封 | 無 四 球 | 勝 利 | 敗 戦 | セ 丨 ブ | ホ 丨 ル ド | 勝 率 | 打 者 | 投 球 回 | 被 安 打 | 被 本 塁 打 | 与 四 球 | 敬 遠 | 与 死 球 | 奪 三 振 | 暴 投 | ボ 丨 ク | 失 点 | 自 責 点 | 防 御 率 | W H I P |
| -------- | -------- | ----- | ----- | ----- | ----- | -------- | ----- | ----- | -------- | ----------- | ----- | ----- | -------- | -------- | ----------- | -------- | ----- | -------- | -------- | ----- | -------- | ----- | -------- | -------- | ------- |
| 2018     | MIN      | 8     | 4     | 0     | 0     | 0        | 2     | 1     | 0        | 0           | .667  | 159   | 36.2     | 34       | 1           | 18       | 0     | 3        | 24       | 4     | 0        | 16    | 15       | 3.68     | 1.42    |
| 2019     | MIN      | 9     | 2     | 0     | 0     | 0        | 2     | 2     | 0        | 1           | .500  | 109   | 25.1     | 29       | 5           | 8        | 0     | 1        | 10       | 6     | 0        | 18    | 18       | 6.39     | 1.46    |
| 2021     | CHC      | 4     | 3     | 0     | 0     | 0        | 1     | 1     | 0        | 0           | .500  | 64    | 13.2     | 17       | 2           | 6        | 0     | 2        | 11       | 0     | 0        | 12    | 8        | 5.27     | 1.68    |
| MLB：3年 | MLB：3年 | 21    | 9     | 0     | 0     | 0        | 5     | 4     | 0        | 1           | .556  | 332   | 75.2     | 80       | 8           | 32       | 0     | 6        | 45       | 10    | 0        | 46    | 41       | 4.88     | 1.48    |

- 2021年度シーズン終了時

### 背番号
- 53（2018年 - 2019年）
- 37（2021年）